# Andon Dončevski
Andon Dončevski (Skopje (Macedònia del Nord), 1939) és un entrenador i exjugador de futbol macedoni.
Com a jugador, va destacar a l'equip macedoni FK Vardar, on va batre un rècord golejador en marcar 217 gols. Al llarg de la seva carrera, va representar diverses vegades a Iugoslàvia en competicions oficials.
La seva popularitat, però, es va disparar quan va ocupar el càrrec del FK Vardar com a entrenador, aconseguint proclamar l'equip macedoni campió de la lliga de Iugoslàvia. Es va convertir en el primer entrenador de la selecció de futbol de Macedònia del Nord quan el país va assolir la independència. Al seu càrrec tenia grans jugadors com Darko Pančev, Ilija Najdoski, Čedomir Janevski, Dragan Kanatlarovski i Vujadin Stanojkovic, que donaven plaer als aficionats del futbol al mateix moment en què promocionaven el futbol macedoni a tot el món. Dončevski va emprendre un nou repte per transmetre la seva experiència a l'estranger en fer-se càrrec del Preston Lions FC australià.